# Dzenis Kozica
Dzenis Kozica (28 aprile 1993) è un calciatore svedese, centrocampista dello Jönköpings Södra.

## Caratteristiche tecniche
Si tratta di un centrocampista esterno con attitudini offensive, capace di ricoprire più ruoli d'attacco.

## Carriera
Kozica ha debuttato nell'IFK Värnamo all'età di 16 anni in occasione dell'ultima giornata del campionato di Division 1 del 2009, durante la quale ha anche segnato un gol. Nel 2010 i biancoblu hanno vinto il campionato e sono stati promossi in Superettan, in una stagione in cui Kozica ha contribuito con cinque reti. Dal 2011 al 2015 ha disputato il campionato di seconda serie sempre con la maglia dell'IFK Värnamo, saltando solo una partita negli ultimi tre anni di permanenza e imponendosi come miglior uomo assist della Superettan 2015 (con 11 assistenze, oltre a 9 gol).
Al termine della stagione 2015, in scadenza di contratto con l'IFK Värnamo, ha dichiarato di voler proseguire altrove la propria carriera. Il 4 novembre 2015 è stato ufficializzato che a partire dal 2016 Kozica sarebbe diventato un giocatore dello Jönköpings Södra, formazione appena promossa nella massima serie svedese. Il 2 aprile 2016 ha debuttato in Allsvenskan partendo titolare in Kalmar-Jönköpings Södra (0-1), incontro valido per la prima giornata. Il suo primo gol in Allsvenskan lo ha realizzato invece alla diciassettesima giornata, con il gol del definitivo 5-0 esterno sul campo del Falkenberg. A fine campionato la squadra ha ottenuto la salvezza, ma al termine dell'Allsvenskan 2017 è invece retrocessa nonostante le sue 8 reti stagionali (miglior marcatore in rosa). Nei due anni trascorsi a Jönköping non ha mai saltato una partita di campionato.
Kozica, ventiquattrenne, è passato al Djurgården a partire dalla stagione 2018, firmando un contratto quadriennale. Durante la prima stagione al Djurgården ha collezionato 27 presenze in campionato, ma 15 di esse sono giunte partendo dalla panchina. Nella prima metà dell'Allsvenskan 2019 ha giocato 8 partite, tutte da subentrante, poi a luglio è stato ceduto in prestito all'AFC Eskilstuna – che in quel momento occupava la zona retrocessione – fino al termine della stagione.
In cerca di minutaggio, nel febbraio 2020 ha accettato di tornare allo Jönköpings Södra nonostante il club militasse in Superettan. L'accordo prevedeva un prestito valido per l'intera stagione 2020, durante la quale ha messo a referto 9 reti e 7 assist in 29 partite di campionato.
Con il passaggio al Trelleborg, avvenuto nel precampionato della stagione 2021 a titolo definitivo, Kozica ha continuato a giocare nella seconda serie nazionale. È rimasto in Superettan anche nella sua successiva parentesi all'Öster, iniziata nel gennaio 2022 e terminata nel dicembre 2023.
Nel febbraio 2024, nonostante lo Jönköpings Södra fosse relegato in terza serie dopo la retrocessione sopraggiunta pochi mesi prima, Kozica è tornato a far parte del suo vecchio club con un contratto triennale.

## Palmarès

### Competizioni nazionali
- Campionato svedese: 1

Djurgården: 2019
- Coppa di Svezia: 1

Djurgården: 2017-2018